# André Heurtaux
Pour les articles homonymes, voir Heurtaux.
André Heurtaux, né le 25 décembre 1898 à Paris et mort le 14 janvier 1983 à Créteil, est un peintre français.

## Biographie
En 1922, Heurtaux découvre le cubisme à l'occasion d'une exposition d'André Lhote à Paris. À partir de 1925, il expose au Salon des indépendants puis au Salon des surindépendants.
Il débute sa peinture sous l'influence des peintres fauvistes en réalisant des natures mortes et des paysages. En 1934, il devient membre d'Abstraction-Création et en devient secrétaire en 1937.
En parallèle de sa carrière de peintre, Heurtaux réalise des dessins humoristiques pour Le Rire et Regard sous le pseudonyme d'Arto.
Une partie de son atelier est dispersée le 1er octobre 1993 à l’Hôtel Drouot. Une autre partie est dispersée le 2 décembre 2024 par la maison de ventes Aponem.

## Collections publiques
- 1932 : Composition sur fond bleu, Musée d'Art et d'Histoire de Cholet.
- 1933 : Composition grise à degrés, exposé à la galerie Denise René en janvier 1972, Haus Konstruktiv.
- 1936 : Composition n°64, Musée d'Art moderne de Paris.
- 1968-1971 : Composition n°115, Musée de Grenoble.

## Expositions
- 1925-1927 et 1930 : Salon des indépendants.
- 1931-1971 : Salon des surindépendants.
- 1939 : Salon des réalités nouvelles.
- 1939 : Galerie Charpentier, Paris.
- 1946 : Salon des réalités nouvelles.
- 1947 : Groupe Réalités nouvelles, Musée de Lille.
- 1947 : Peinture d'aujourd'hui, Galerie des États-Unis, Cannes.
- 1955 : Découvrir, Galerie Charpentier, Paris.
- 1957 : L'Art abstrait, les premières générations, Musée de Saint-Étienne.
- 1957 : 50 ans de peinture abstraite, Galerie Greuze, Paris.
- 1962 : Galerie de la Baume, Paris.
- 1963 : Esquisse d'un salon, Galerie Denise René, Paris.
- 1966-1968 : Zéro Point, Galerie La Roue, Paris.
- 1972 : Galerie Denise René, Paris.
- 1972 : Die gegenstandslose Welt, Londres, Bâle, Milan.
- 1972 : Galerie Reckermann, Cologne.
- 1983 : Musée d'Art et d'Histoire de Cholet.
- 1983 : Musée municipal de La Roche-sur-Yon.
- 1985 : Galerie Denise René, Paris.
- 1986 : Musée Tavet-Delacour.
- 1987 : Centre culturel Noroit, Arras.